# Lijst van nummer 1-hits in Denemarken in 1994
De Deense hits die in 1994 op nummer 1 in de hitlijsten stonden werden bijgehouden door de International Federation of the Phonographic Industry en Nielsen SoundScan. De hitlijsten werden gepubliceerd door het Amerikaanse magazine Billboard in de "Hits of the World" sectie. De nummer 1-hits in Denemarken van 2000 tot en met 2007 werden bijgehouden door Hitlisten, dat op zijn beurt weer werd vervangen door de Tracklisten Top 40.
| Datum        | Artiest                           | Titel                                |
| ------------ | --------------------------------- | ------------------------------------ |
| 1 januari    | Bryan Adams, Rod Stewart & Sting  | All for Love                         |
| 8 januari    | Bryan Adams, Rod Stewart & Sting  | All For Love                         |
| 15 januari   | Bryan Adams, Rod Stewart & Sting  | All For Love                         |
| 22 januari   | Bryan Adams, Rod Stewart & Sting  | All For Love                         |
| 29 januari   | Bryan Adams, Rod Stewart & Sting  | All For Love                         |
| 5 februari   | Bryan Adams, Rod Stewart & Sting  | All For Love                         |
| 12 februari  | Bryan Adams, Rod Stewart & Sting  | All For Love                         |
| 19 februari  | Bryan Adams, Rod Stewart & Sting  | All For Love                         |
| 26 februari  | Bryan Adams, Rod Stewart & Sting  | All For Love                         |
| 5 maart      | Bryan Adams, Rod Stewart & Sting  | All For Love                         |
| 12 maart     | Bryan Adams, Rod Stewart & Sting  | All For Love                         |
| 19 maart     | Bryan Adams, Rod Stewart & Sting  | All For Love                         |
| 26 maart     | Dr. Alban                         | Look Who's Talking                   |
| 2 april      | Bryan Adams, Rod Stewart & Sting  | All For Love                         |
| 9 april      | Dr. Alban                         | Look Who's Talking                   |
| 16 april     | Prince                            | The Most Beautiful Girl in the World |
| 23 april     | Prince                            | The Most Beautiful Girl in the World |
| 30 april     | Prince                            | The Most Beautiful Girl in the World |
| 7 mei        | Prince                            | The Most Beautiful Girl in the World |
| 14 mei       | Prince                            | The Most Beautiful Girl in the World |
| 21 mei       | Prince                            | The Most Beautiful Girl in the World |
| 28 mei       | Prince                            | The Most Beautiful Girl in the World |
| 4 juni       | Prince                            | The Most Beautiful Girl in the World |
| 11 juni      | Crash Test Dummies                | Mmm Mmm Mmm Mmm                      |
| 18 juni      | Manchester United FC & Status Quo | Come On You Reds                     |
| 25 juni      | Manchester United FC & Status Quo | Come On You Reds                     |
| 2 juli       | Manchester United FC & Status Quo | Come On You Reds                     |
| 9 juli       | Manchester United FC & Status Quo | Come On You Reds                     |
| 16 juli      | Manchester United FC & Status Quo | Come On You Reds                     |
| 23 juli      | Manchester United FC & Status Quo | Come On You Reds                     |
| 30 juli      | Manchester United FC & Status Quo | Come On You Reds                     |
| 6 augustus   | Big Mountain                      | Baby, I love your way                |
| 3 augustus   | Big Mountain                      | Baby, I love your way                |
| 20 augustus  | Big Mountain                      | Baby, I love your way                |
| 27 augustus  | Wet Wet Wet                       | Love is all around                   |
| 3 september  | Wet Wet Wet                       | Love is all around                   |
| 10 september | Wet Wet Wet                       | Love is all around                   |
| 17 september | Wet Wet Wet                       | Love is all around                   |
| 24 september | All-4-One                         | I swear                              |
| 1 oktober    | Wet Wet Wet                       | Love is all around                   |
| 8 oktober    | Rednex                            | Cotton Eye Joe                       |
| 15 oktober   | Rednex                            | Cotton Eye Joe                       |
| 22 oktober   | Rednex                            | Cotton Eye Joe                       |
| 29 oktober   | Rednex                            | Cotton Eye Joe                       |
| 5 november   | Rednex                            | Cotton Eye Joe                       |
| 12 november  | Rednex                            | Cotton Eye Joe                       |
| 19 november  | Rednex                            | Cotton Eye Joe                       |
| 26 november  | Rednex                            | Cotton Eye Joe                       |
| 30 november  | Rednex                            | Cotton Eye Joe                       |
| 3 december   | Rednex                            | Cotton Eye Joe                       |
| 10 december  | Rednex                            | Cotton Eye Joe                       |
| 17 december  | Rednex                            | Cotton Eye Joe                       |
| 24 december  | Rednex                            | Cotton Eye Joe                       |
| 31 december  | Rednex                            | Cotton Eye Joe                       |